# Der bekränzte Hippolytos
Der bekränzte Hippolytos (Ἱππόλυτος στεφανηφόρος Hippolytos stephanēphóros, wörtlich: Der Kranz tragende Hippolytos) ist eine Tragödie des griechischen Dichters Euripides. Sie handelt von der Liebe Phaidras zu ihrem Stiefsohn Hippolytos. Aufgeführt wurde das Werk bei den Dionysien im Jahre 428 v. Chr.; es erreichte dort den ersten Platz.

## Inhalt
Hippolytos ist der Sohn des Helden Theseus und der Amazonenkönigin Hippolyte. Hippolytos war ein Verehrer der Artemis, Göttin der Jagd und der Keuschheit. Aphrodite, über diesen Umstand verärgert und neidisch, rächt sich an Hippolytos: Als Göttin der Liebe bewirkt sie, dass Phaidra beginnt, ihren Stiefsohn Hippolytos zu lieben.
Über Phaidras Amme erfährt Hippolytos von der unnatürlichen Zuneigung Phaidras und ist schwer schockiert. Er weist Phaidras Zuneigung vehement zurück, woraufhin diese sich erhängt. Sie hinterlässt allerdings einen Abschiedsbrief, in dem sie Hippolytos beschuldigt, ihr Gewalt angetan zu haben. Als der heimkommende Theseus, Gatte der Phaidra, den Abschiedsbrief liest, schlägt seine Trauer in blinden Zorn um: Er verbannt Hippolytos aus Troizen und verflucht ihn bei seinem Vater Poseidon. Auf Hippolytos' Erklärungsversuche geht er nicht ein.
Poseidon erfüllt den Wunsch des Theseus unverzüglich, indem er ein Meerungeheuer emporsteigen lässt, das die Pferde des Hippolytos auf dem Weg in die Verbannung erschreckt, sodass er beinahe zu Tode geschleift wird. Währenddessen erscheint Theseus die Göttin Artemis, die ihn über die wahren Begebenheiten aufklärt. Theseus bereut seinen voreiligen Fluch.
Als sich Theseus und Hippolytos zum letzten Mal begegnen, vergibt Hippolytos seinem Vater. Kurz darauf stirbt Hippolytos an den Folgen des Unfalls.

## Werkgeschichte
Euripides griff die Sage des Hippolytos zweimal auf. Das ältere Werk, Der verhüllte Hippolytos, ist verloren gegangen. Euripides hatte mit diesem Stück vermutlich aber auch wenig Erfolg, da es zu anstößig war. 
Auch Ovid verwendet den Stoff des Euripides in seinen Heroides und den Metamorphosen. Seneca schrieb eine Tragödie Phaedra.
Der Stoff des Euripides ist zudem Vorlage für die Tragödie Phèdre des französischen Dichters Jean Racine und für die Oper Phèdre von Jean-Baptiste Lemoyne.

## Ausgaben
- Euripides, Hippolytos. Edited with Introduction and Commentary by William Spencer Barrett. Clarendon Press, Oxford 1964, ISBN 0-19-814167-X. – Rez. von D. J. Conacher, in: Phoenix 19, 1965, S. 338–343, (online); William M. Calder III, in: Classical Philology 60, 1965, 277–282; Hugh Lloyd-Jones, in: Journal of Hellenic Studies 85, 1965, 164–171.